# リック・リーチ
リック・リーチ（Rick Leach, 1964年12月28日 - ）は、アメリカ・カリフォルニア州アルカディア出身の元男子プロテニス選手。長年にわたり、アメリカを代表するダブルスのスペシャリストとして活動してきた選手である。リーチのツアー経歴は1984年から2006年まで20年以上に及び、その間にATPツアーでダブルス46勝を挙げた。4大大会では男子ダブルス5勝・混合ダブルス4勝を挙げたが、どちらも全仏オープンのみ優勝できなかった。日本のジャパン・オープンでも、1992年・1993年・2001年の3度優勝がある。左利き。自己最高ランキングはシングルス110位、ダブルス1位。
リーチ家はアメリカでも名門のテニス一家として知られ、父親のディック・リーチ（リチャード・リーチ・シニア）が3人の息子たちを指導した。リックは3人兄弟の次男で、長兄のマイク・リーチは男子ツアーでダブルス4勝を挙げた（自己最高ランキング：シングルス29位・ダブルス15位）。末の弟ジョナサン・リーチがリンゼイ・ダベンポートと結婚したことから、リックはダベンポートの義理の兄になる。次男のリックは1984年から男子ツアー大会に出場し始め、南カリフォルニア大学卒業後の1987年にプロテニス選手となった。
リーチはプロ転向後、ダブルス第1戦となった1987年6月の「クイーンズ・クラブ選手権」（ウィンブルドン前哨戦の1つ）で決勝戦に進み、その後2勝を獲得した。1988年、リーチは同じアメリカのジム・ピューとのコンビで大幅な躍進を遂げ、ダブルスで年間8勝を挙げた。1988年全豪オープンの男子ダブルスで、リーチは最初の4大大会優勝を達成する。全豪ダブルス決勝でジェレミー・ベイツ（イギリス）&ピーター・ルンドグレン（スウェーデン）組を 6-3, 6-2, 6-3 で破った2人だが、全米オープンではエミリオ・サンチェス&セルヒオ・カサル（ともにスペイン）との決勝戦に出場できず、不戦敗で準優勝になる。サンチェスとカサルには、年間最終戦のマスターズ・ダブルス決勝で雪辱した。1989年は全豪オープンで男子ダブルス2連覇を果たすが、ウィンブルドン男子ダブルスと全米オープン混合ダブルスで準優勝があった。
1990年、リーチはウィンブルドンで男子ダブルス・混合ダブルスの2冠制覇を果たす。男子ダブルスはピューと組み、混合ダブルスはジーナ・ガリソンと組んで優勝を決めたが、ウィンブルドンでは両部門とも唯一の優勝になった。1991年、リーチとピューは全仏オープン男子ダブルス決勝でアンダース・ヤリード&ジョン・フィッツジェラルド組に 0-6, 6-7 で敗れて準優勝になった。2人は同年の全米オープン2回戦敗退を最後に、4年間続けたコンビを解消した。
ピューと別れた後、リーチは1993年3月までケリー・ジョーンズとペアを組んだ。1992年はジョーンズとのコンビで、全豪オープンと全米オープンの男子ダブルス準優勝があった。1992年と1993年当時、ジャパン・オープンは春の4月に開催されていた。1993年の全米オープンにおいて、リーチはついに全米男子ダブルスのタイトルを獲得する。パートナーはケン・フラックと組み、決勝でチェコペアのカレル・ノバチェク&マルティン・ダム組を 6-7, 6-4, 6-2 の逆転で下した。1995年全豪オープンでは、混合ダブルスでナターシャ・ズベレワと組んで初優勝し、リーチにとっては1990年ウィンブルドン以来の4大大会混合ダブルス優勝となった。
その後もリーチはダブルスで優勝を積み重ね、1997年は全豪オープンと全米オープンでマノン・ボーラグラフ（オランダ）と組み、混合ダブルス年間2冠を獲得した。1999年には全仏オープンで混合ダブルス準優勝があり、パートナーはラリサ・ネーランド（ラトビア）であった。8年前の1991年にジム・ピューと組んだ男子ダブルス決勝以来の舞台で、彼はついに全仏オープンだけは優勝できずに終わった。2000年にはエリス・フェレイラ（南アフリカ）と組んで全豪オープン優勝・全米オープン準優勝を記録し、リーチは1989年以来11年ぶり3度目の全豪男子ダブルス優勝を飾った。2001年には、開催時期が10月に変更されたジャパン・オープンで、E・フェレイラと組んで優勝している。
リック・リーチはプロ入りした1987年から2001年まで「15年連続」男子ツアーのダブルス大会で優勝してきたが、その彼にも年齢的な衰えが訪れ始め、2002年と2003年は年間未勝利に終わった。2004年、40歳に近づいたリーチはブライアン・マクフィーとペアを組み、2月末のスコッツデール大会で久々のツアー優勝を果たす。この年は他に3大会の決勝進出があった。2005年7月、リーチはマクフィーと組んでロサンゼルス大会に優勝し、「40歳7か月」の年齢で最後のタイトルを獲得した。最後の決勝戦では、イスラエルペアのジョナサン・エルリック&アンディ・ラム組を 6-3, 6-4 のストレートで下した。20年以上の長きにわたり、ダブルスのスペシャリストとして一時代を築いた名選手は、2006年7月のワシントンD.C.大会でラモン・デルガド（パラグアイ）と組んだ2回戦敗退を最後に、41歳半の高齢で現役を引退した。

## 4大大会ダブルス優勝
- 全豪オープン 男子ダブルス：3勝（1988年・1989年・2000年）/混合ダブルス：2勝（1995年・1997年） ［男子ダブルス準優勝：1992年/混合ダブルス準優勝：1990年・1993年］
- ウィンブルドン 男子ダブルス・混合ダブルス：1勝（1990年） ［男子ダブルス準優勝：1989年・1995年］
- 全米オープン 男子ダブルス：1勝（1993年）/混合ダブルス：1勝（1997年） ［男子ダブルス準優勝：1988年・1992年・2000年/混合ダブルス準優勝：1989年・1996年］

（全仏オープン男子ダブルス準優勝：1991年/混合ダブルス準優勝：1999年）